# Vassil Simittchiev
Vassil Simittchiev, född 25 juni 1938 i Sofia i Bulgarien , är en bulgarisk-svensk konceptkonstnär.
Vassil Simittchiev utbildade sig i teckning, skulptur och måleri på Konstakademien i Sofia. Han verkade därefter från 1962 som skulptör med ett tjugotal verk i brons, trä och sten i socialrealistisk stil, mest i monumentala format. Han flyttade från Bulgarien 1974 och kom 1975 till Malmö i Sverige, där hans fru, balettdansösen Erika Kujel (född 1943), fått arbete. Simittchiev är representerad vid bland annat Kalmar konstmuseum och Moderna museet i Stockholm.
Han var professor i skulptur vid Konstfack i Stockholm 1986–1996.

## Offentliga verk i urval
- Bladomlopp, 1985, glasfiberarmerad plast, järn och ljus, Bron vid Malmö stadshus
- Industrin bryter terräng, 1987, sten och stålplåt, Slottsvägen
- Den fjättrade cykeln, 2008, Skissernas museums skulpturpark